# Ferdinand August z Lobkovic
Ferdinand August Leopold kníže z Lobkowicz, také z Lobkovic (7. září 1655 Neustadt an der Waldnaab – 3. října 1715 Vídeň), třetí panující kníže z Lobkovic a vévoda zaháňský, byl český šlechtic, diplomat a dvořan. Vlastnil velká panství v Čechách, Německu a Slezsku, hlavním sídlem byl zámek v Roudnici nad Labem. Přes nepřízeň Habsburků způsobenou pádem jeho otce se nakonec uplatnil jako diplomat a svou kariéru završil funkcí nejvyššího hofmistra císařovny Amálie Vilemíny (1699–1708) a stal se nositelem Řádu zlatého rouna. Ze čtyř manželství měl celkem třináct dětí, synové Filip Hyacint a Jiří Kristián založili dvě rodové knížecí linie, roudnickou a mělnickou.

## Životopis

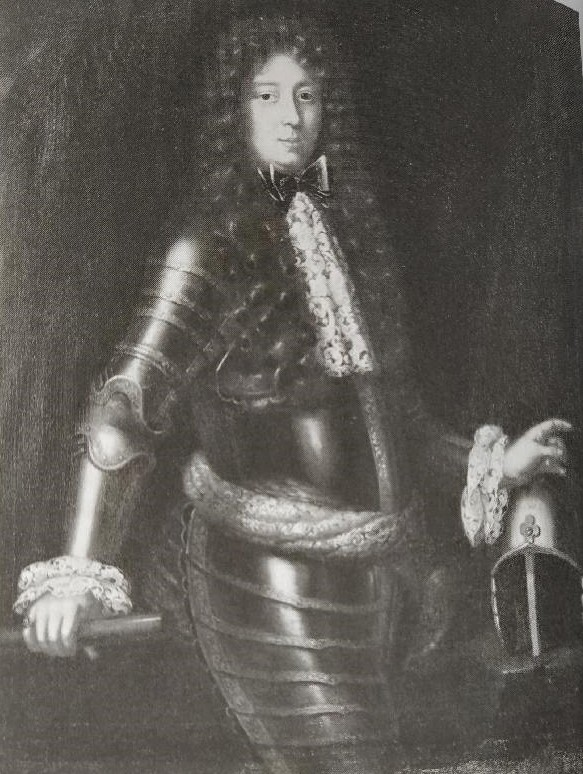
Portrét knížete Ferdinanda Augusta z doby kolem roku 1680 (Lobkovický palác v Praze)

Pocházel z knížecí linie starého českého rodu Lobkoviců, narodil se jako jediný syn císařského prvního ministra Václava Eusebia z Lobkovic (1609–1677) a jeho druhé manželky rýnské falckraběnky Augusty Žofie ze Sulzbachu (1624–1682). O jeho mládí nejsou dochovány žádné zprávy, ze zlomků korespondence ale vyplývá, že dětství strávil na panství Neustadt v Bavorsku. Na kavalírskou cestu se vydal v září 1673 s doprovodem pěti osob a poměrně vysokými náklady vypočtenými na 7.200 zlatých ročně. Jako syn císařského prvního ministra a příslušník jednoho z nejbohatších rodů v habsburské monarchii vystupoval pod jménem hrabě z Mühlbergu, toto inkognito ale brzy porušil a na cestách se objevoval v nejvyšší společnosti. Přes německé země a Alpy přejel do Itálie, delší dobu pobýval v Sieně, kde zároveň studoval. Když byl Ferdinandův otec na podzim 1674 v nemilosti propuštěn, vrátil se do Vídně a v kavalírské cestě s mnohem menšími finančními nároky pokračoval až od října 1675. Pobýval opět převážně v Itálii, od konce roku 1675 strávil téměř půl roku v Římě, kde navštívil bývalou švédskou královnu Kristinu a absolvoval také audienci u papeže Klimenta X. Z Říma vyjížděl jen výjimečně (Neapol) a v létě 1676 cestou přes Florencii a Benátky svou kavalírskou cestu zakončil v Neustadtu.

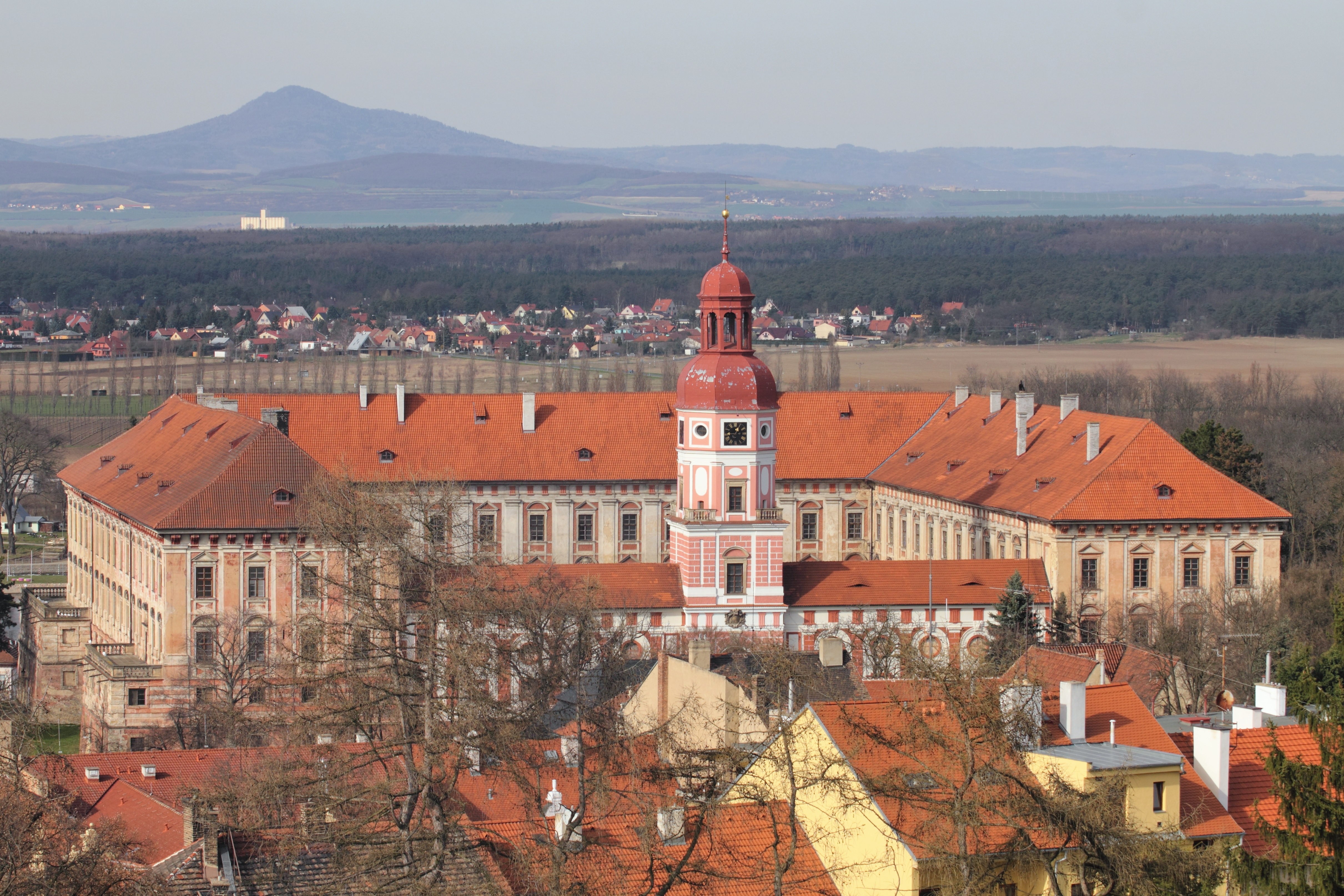
Zámek Roudnice nad Labem

Po smrti svého otce v roce 1677 se stal dědicem rozsáhlých rodových statků v Čechách, Německu a Slezsku. V Čechách mu patřila panství Roudnice nad Labem, Vysoký Chlumec, Nelahozeves, Jistebnice a Lobkovice, v Německu panství Neustadt a Störnstein a ve Slezsku zaháňské knížectví. České statky byly v roce 1677 rozšířeny přikoupením panství Želeč. Velkou část výnosů odčerpávaly stále nedokončené úpravy hlavního sídla v Roudnici nad Labem. Přestavba zámku byla dokončena v roce 1684 (architekt Antonio della Porta), dále bylo potřeba vybavit nábytkem 181 zámeckých místností. Kníže Ferdinand August kromě toho rozšířil zděděnou sbírku knih. Knihovna se nakonec rozrostla do rozsahu přes 3.500 svazků a jako hodnotný celek byla začleněna do rodového fideikomisu. K dílčím úpravám došlo i na dalších rodových majetcích v Čechách, například na zámku Vysoký Chlumec. Podle plánů Antonia Porty byl přestavěn také zámek v Lobkovicích.

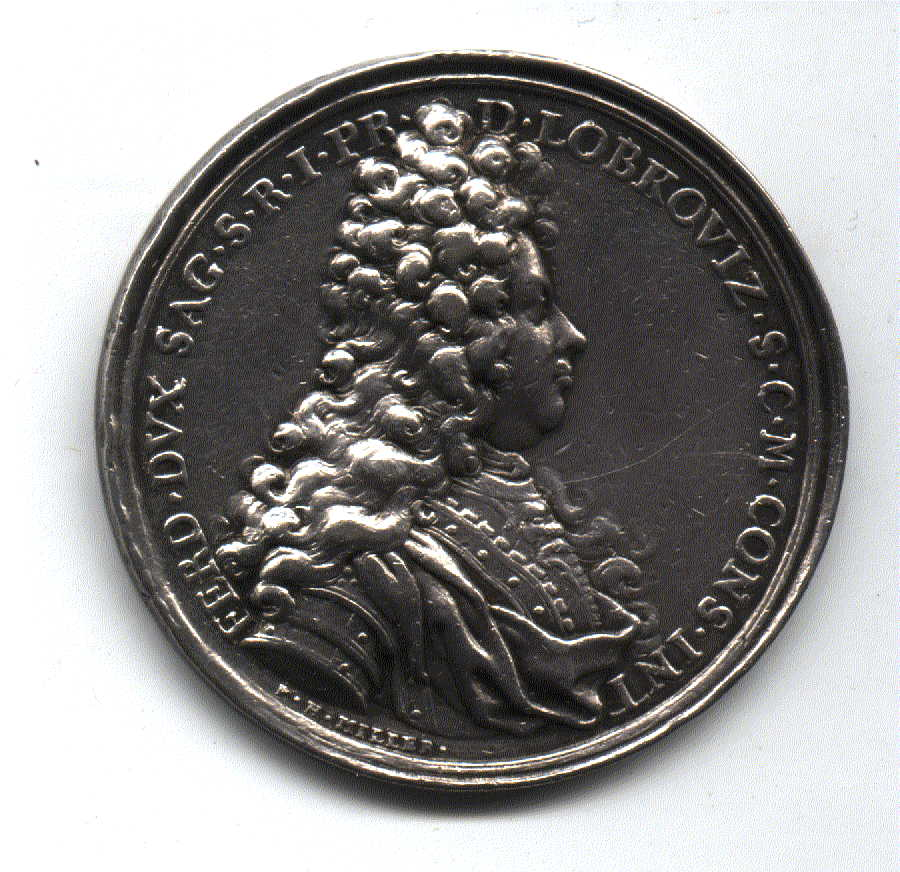
Medaile,avers, autor Philip Heirich Müller 1695

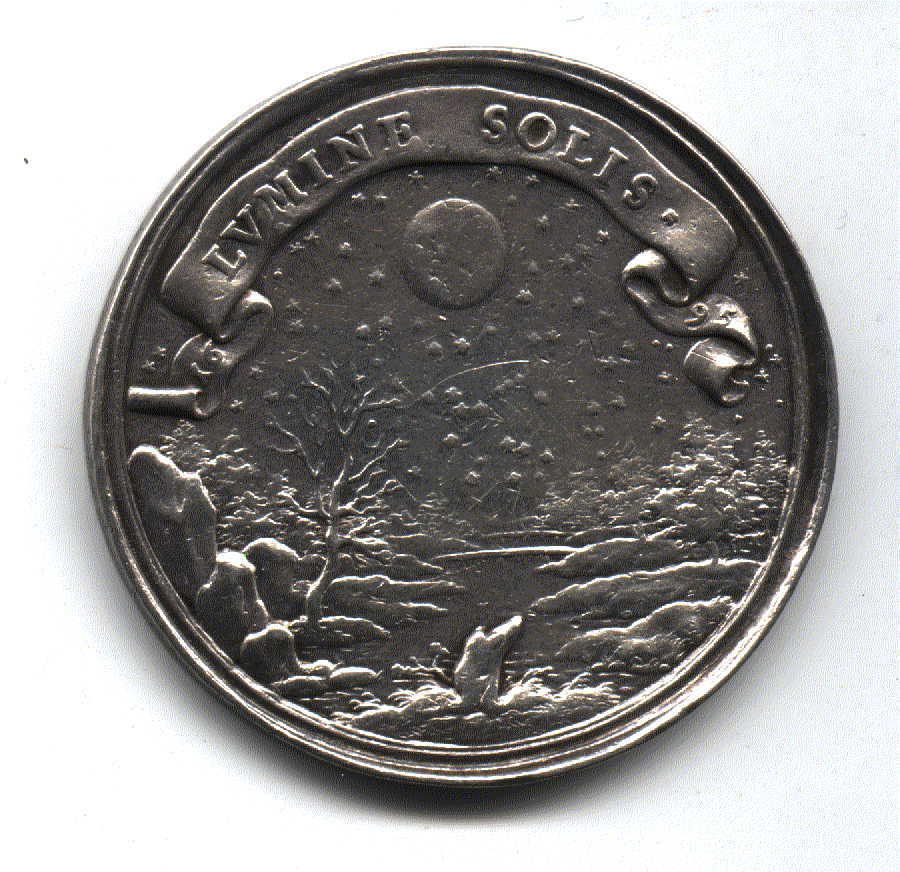
Medaile,revers, autor Philip Heirich Müller 1695

Vzhledem k pádu svého otce v roce 1674 neměl Ferdinand August důvěru císaře Leopolda I. a řadu let se mu přes vysoké postavení a příbuzenské konexe nedařilo získat funkci u dvora. Věnoval se proto správě statků a z Vídně často zajížděl na své statky v Čechách a Německu. Své politické ambice uplatnil jen částečně jako účastník zemského sněmu ve Slezsku, kde vlastnil vévodství Zaháňské. Až v roce 1689 byl jmenován císařským tajným radou a nakonec získal důležitý diplomatický post principálního komisaře u říšského sněmu v Řezně (1691–1698). Do funkce byl jmenován koncem roku 1691 a do Řezna přijel v únoru následujícího roku. Jeho úkoly u říšského sněmu měly převážně ceremoniální charakter, zatímco faktické diplomatické aktivity vykonával Jan Bedrich ze Seilernu, pozdější dvorský kancléř. Na konci roku 1698 se vrátil do Vídně a v listopadu téhož roku obdržel Řád zlatého rouna. V prosinci 1698 byl jmenován nejvyšším hofmistrem arcivévodkyně Amálie Vilemíny, manželky pozdějšího císaře Josefa I. Tuto funkci vykonával do roku 1708, kdy odešel do soukromí a zbytek života strávil na svých statcích, příležitostně se znovu zúčastnil zasedání zemského sněmu ve Slezsku. Zemřel ve Vídni 3. října 1715 a pohřben byl v kapucínském kostele sv. Václava v Roudnici nad Labem.

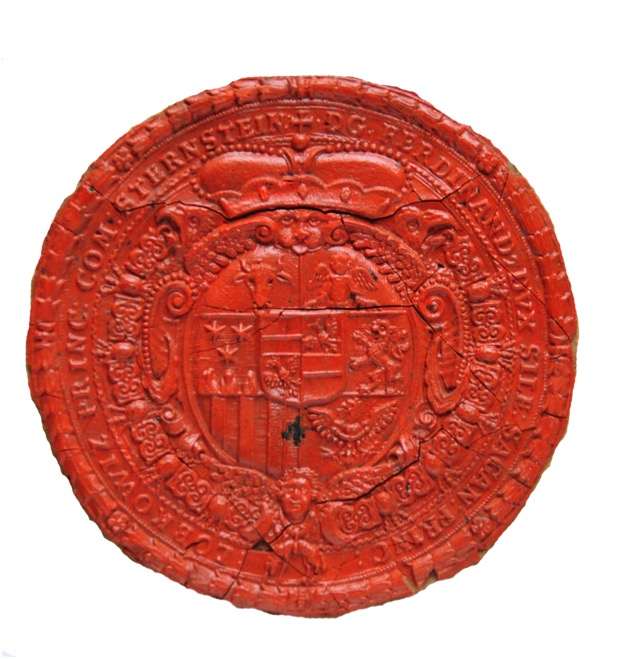
Pečeť Ferdinanda Augusta z Lobkowicz, císařského tajného rady a diplomata, 1655–1715

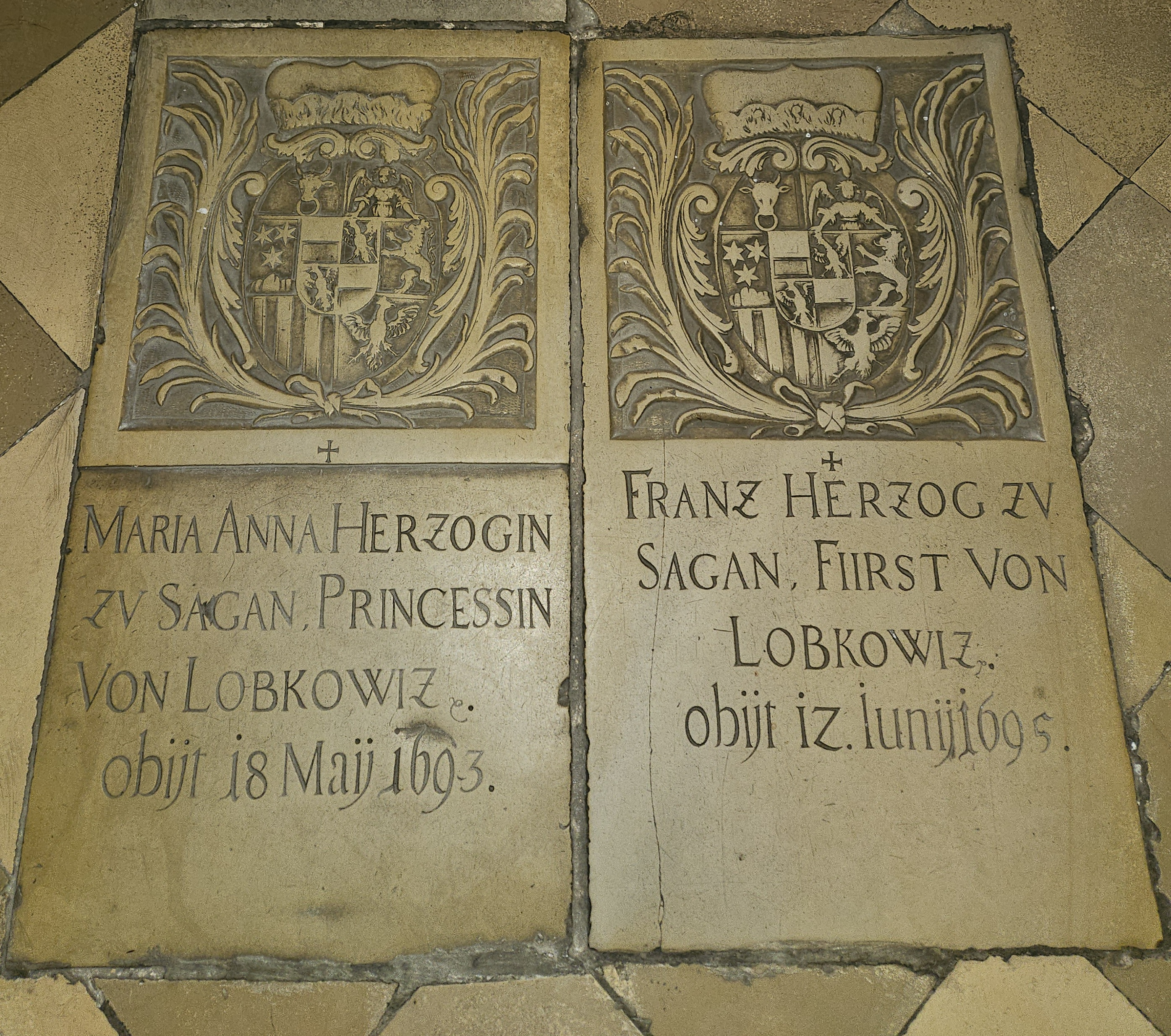
Náhrobky Marie Anny († 1693) a Františka († 1695), kteří byli pohřbeni v bazilice sv. Jimrama během pobytu Ferdinanda Augusta v Řezně

## Rodina
Genalogie rodu
1. manželka (∞ 8/18. 7. 1677 Hadamar) Klaudie Františka z Nassau-Hadamaru (6. 6. 1660 Hadamar – 6. 3. 1680 Neustadt an der Waldnaab), dcera Mořice Jindřicha knížete z Nassau-Hadamaru (1626–1679) a Ernestiny (Arnoštky) hraběnky z Nassau-Siegenu (1623–1668)
- 1. Eleonora (29. 4. 1678 – 11. 5. 1678)
- 2. Leopold Christian (18. 3. 1679 – 28. 2. 1680)
- 3. Filip Hyacint (25. 2. 1680 – 21. 12. 1737), zakladatel roudnické větve

2. manželka (∞ 17. 7. 1680) Marie Anna markraběnka z Baden-Badenu a Hochbergu (8. 9. 1655 Baden – 22. 8. 1701 Cheb), dcera Viléma markraběte z Baden-Badenu (1593–1677) a Marie Magdaleny hraběnky z Oettingenu (1619–1668)
- 4. Josef Antonín August (15. 4. 1681 – 16.8.1717), byl nejdříve kanovníkem v Kolíně a Řezně, pak vojákem a jako polní podmaršálek padl 16. srpna 1717 u Bělehradu.
- 5. Ferdinand Jan Franz (13. 2. 1685 – 19. 7. 1686)
- 6. Jan Jiří Kristián (10. 8. 1686 – 4. 10. 1753 Prešpurk), polní maršál a zakladatel hořínské (mělnické) větve
- 7. Eleonora Alžběta Amálie Magdalena (20. 6. 1682 – 5. 5. 1741), dnes známá jako upíří princezna
  - ∞ (6. 12. 1701) Adam František ze Schwarzenbergu (25. 9. 1680 – 11. 6. 1732)
- 8. Marie Ludovika Anna Františka (20. 10. 1683 – 20. 1. 1750)
  - ∞ (10. 1. 1703) Anselm František z Thurn-Taxisu (30. 1. 1681 – 8. 11. 1739)
- 9. Hedvika Henrieta (20. 4. 1688 – 10. 5. 1689)
- 10. Augusta Franziska (12. 4. 1690 – 6. 2. 1691)
- 11. Karel Ignác Bonaventura (14. 7. 1692 – 1701)

3. manželka (∞ 3. 12. 1703 Vídeň) Marie Filipína z Althannu (1671 – 2. 6. 1706), dcera Michaela Václava z Althannu
4. manželka (∞ 16. 11. 1707) Marie Johana ze Schwarzenbergu (16. 12. 1681 – 23. 12. 1739), dcera Ferdinanda ze Schwarzenbergu
- 12. Marie Anna Luisa (9. 4. 1711 – 2. 3. 1713)
- 14. Marie Ernestina (13. 9. 1714 – 5. 7. 1718)